# Conilera menziesi
Conilera menziesi är en kräftdjursart som beskrevs av George och Longerbeam 1998. Conilera menziesi ingår i släktet Conilera och familjen Cirolanidae. Inga underarter finns listade i Catalogue of Life.